# Morbecque
Morbecque (westflämisch Moerbeke) ist eine französische Gemeinde mit 2538 Einwohnern (Stand 1. Januar 2022) im Département Nord in der Region Hauts-de-France. Sie gehört zum Arrondissement Dunkerque und ist Mitglied im Gemeindeverband Cœur de Flandre Agglo. Die Einwohner werden Morbecquois und Morbecquoises genannt.

## Geografie

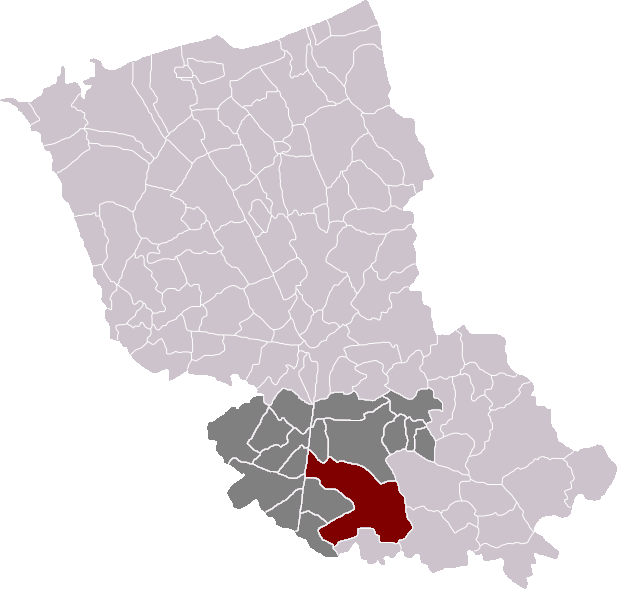
Lage von Morbecque im Arrondissement Dunkerque

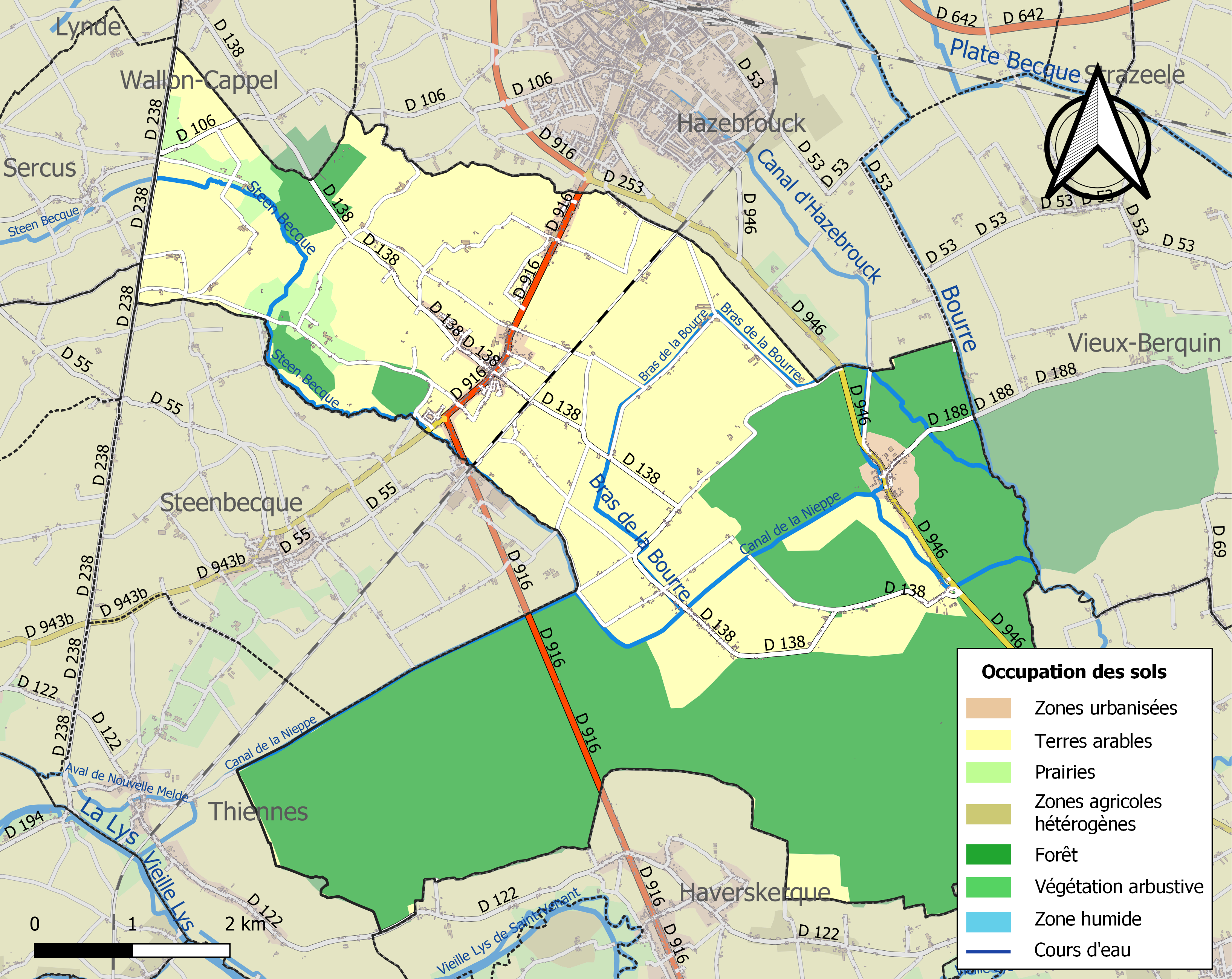
Bodennutzung, Hydrografie und Infrastruktur der Gemeinde (2018)

Morbecque liegt in Französisch-Flandern, etwa 40 Kilometer südsüdöstlich von Dünkirchen und etwa 40 Kilometer westnordwestlich von Lille in der Région naturelle Houtland. 
Durch die Gemeinde führen der Canal de la Nieppe, der Canal de Marville und der Canal d’Hazebrouck. Außerdem wird Morbecque von der Steen Becque, dem Flüsschen Crinchon, dem Ruisseau de Morbecque, der zeitweise trockenfallenden Kelle Becque, einem Seitenarm der Bourre, dem Fossé de la Forêt, dem Ruisseau le Berquigneul und verschiedenen kleineren Bächen entwässert. Das Zentrum liegt auf einer Höhe von etwa 30 m, Das Gelände fällt im Süden auf bis zu 15 m ab und steigt im Nordwesten auf über 60 m Höhe an.
Teile des Gebiets von Morbecque gehören zu den ZNIEFF-Naturzonen „Bois de la Franque, Bois de la Cruysable et Canton des huit rues“ (310013315) und „La forêt domaniale de Nieppe et ses lisières“ (310013746). Rund 53 % der Fläche der Gemeinde sind bewaldet, insbesondere im Süden, rund 45 % werden landwirtschaftlich genutzt, rund 2 % entfallen auf bebaute Flächen (Stand: 2018).
Nachbargemeinden von Morbecque sind Hazebrouck im Norden, Vieux-Berquin im Osten, Merville im Südosten, Haverskerque im Süden, Thiennes und Steenbecque im Südwesten, Blaringhem im Westen sowie Sercus und Wallon-Cappel im Nordwesten. 

## Etymologie
Der Name der Gemeinde leitet sich aus dem germanischen mōra (deutsch Moor) und baki (deutsch Bach) ab. Formen waren in der Folge „Morbec“ (1178), „Morbeke“ (1750), „Morbeque“ (1793), „Morbeck“ (1801).

## Bevölkerungsentwicklung
| Jahr                       | 1962 | 1968 | 1975 | 1982 | 1990 | 1999 | 2006 | 2013 | 2020 |
| Einwohner                  | 2041 | 2116 | 2437 | 2577 | 2541 | 2669 | 2712 | 2588 | 2518 |
| Quellen: Cassini und INSEE |      |      |      |      |      |      |      |      |      |

## Sehenswürdigkeiten
- Schloss La Motte-au-Bois mit Ursprüngen als Burg aus dem 11. Jahrhundert, nach Bombardierungen der Alliierten im Juni 1944 im Jahre 1950 neu gebaut
- Kirche Saint-Thomas-de-Cantorbery im Weiler La Motte-au-Boix, in der ersten Hälfte errichtet, 1947 nach schweren Beschädigungen im Zweiten Weltkrieg restauriert. Die Kirche birgt zahlreiche Ausstattungsgegenstände, die in der Base Palissy gelistet sind, darunter eine große Anzahl, die als Monument historique der beweglichen Objekte klassifiziert sind, und ist seit 2014 als Monument historique eingeschrieben.
- Kirche Saint-Firmin, Hallenkirche aus dem 11. und 13. Jahrhundert, seit 1920 als Monument historique klassifiziert
- Mehrere Kapellen
- Mairie (Bürgermeisteramt), Fassaden und Dächer seit 1951 als Monument historique eingeschrieben
- Abschussrampe der V1 im Bois des Huit Rues, seit 2007 als Monument historique eingeschrieben
- Soldatenfriedhöfe

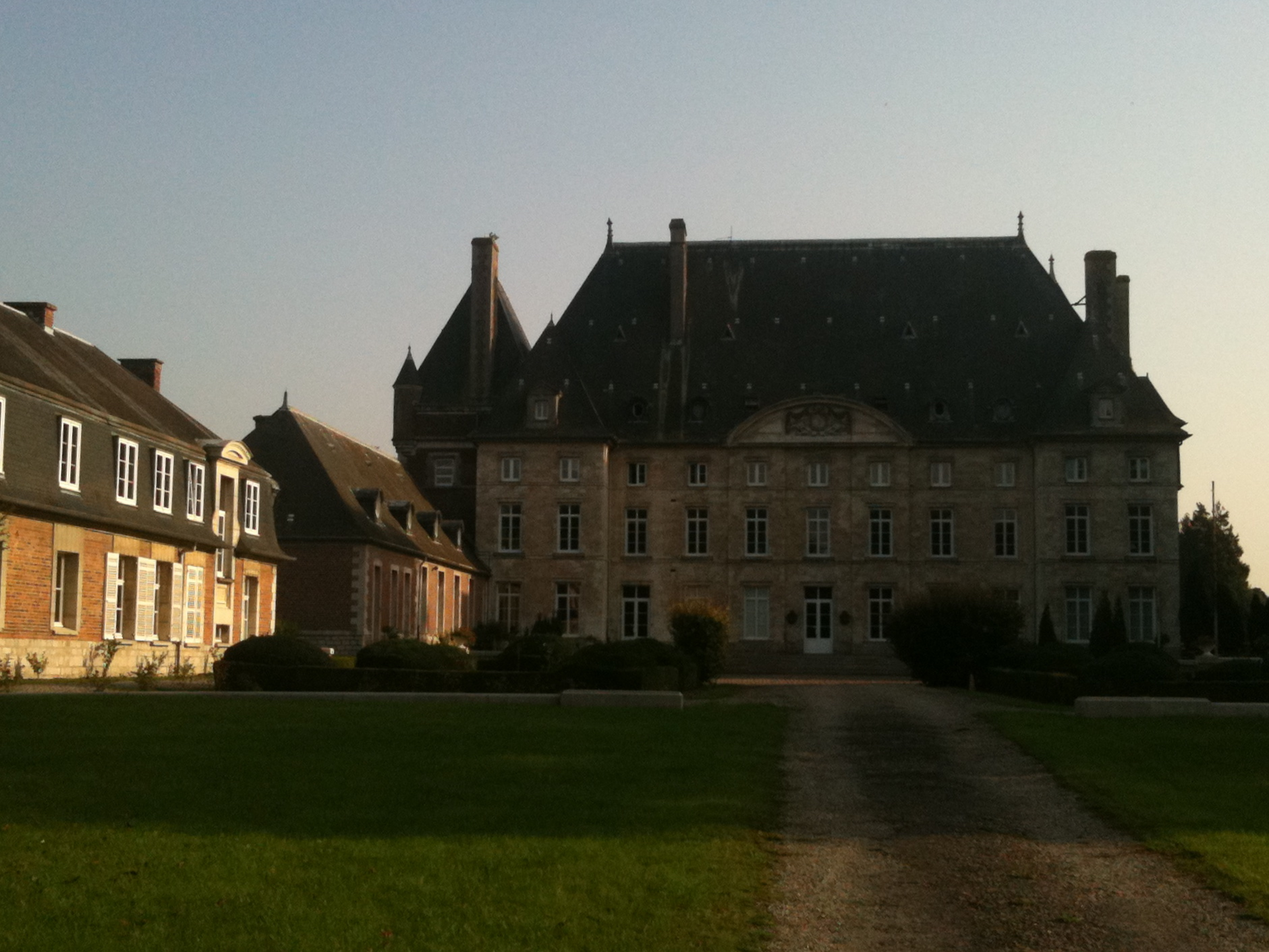
Schloss La Motte-au-Bois
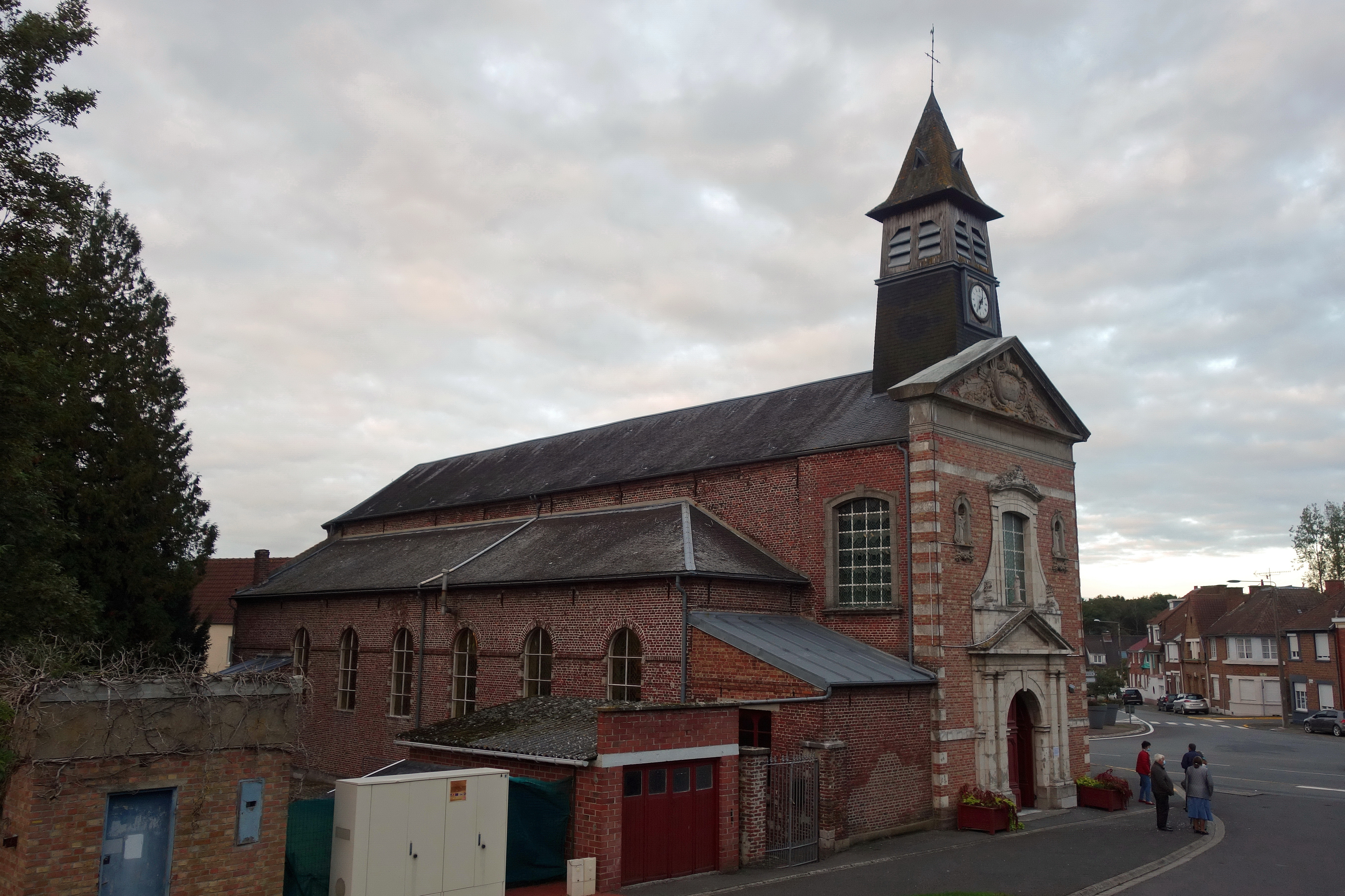
Kirche Saint-Thomas-de-Cantorbery
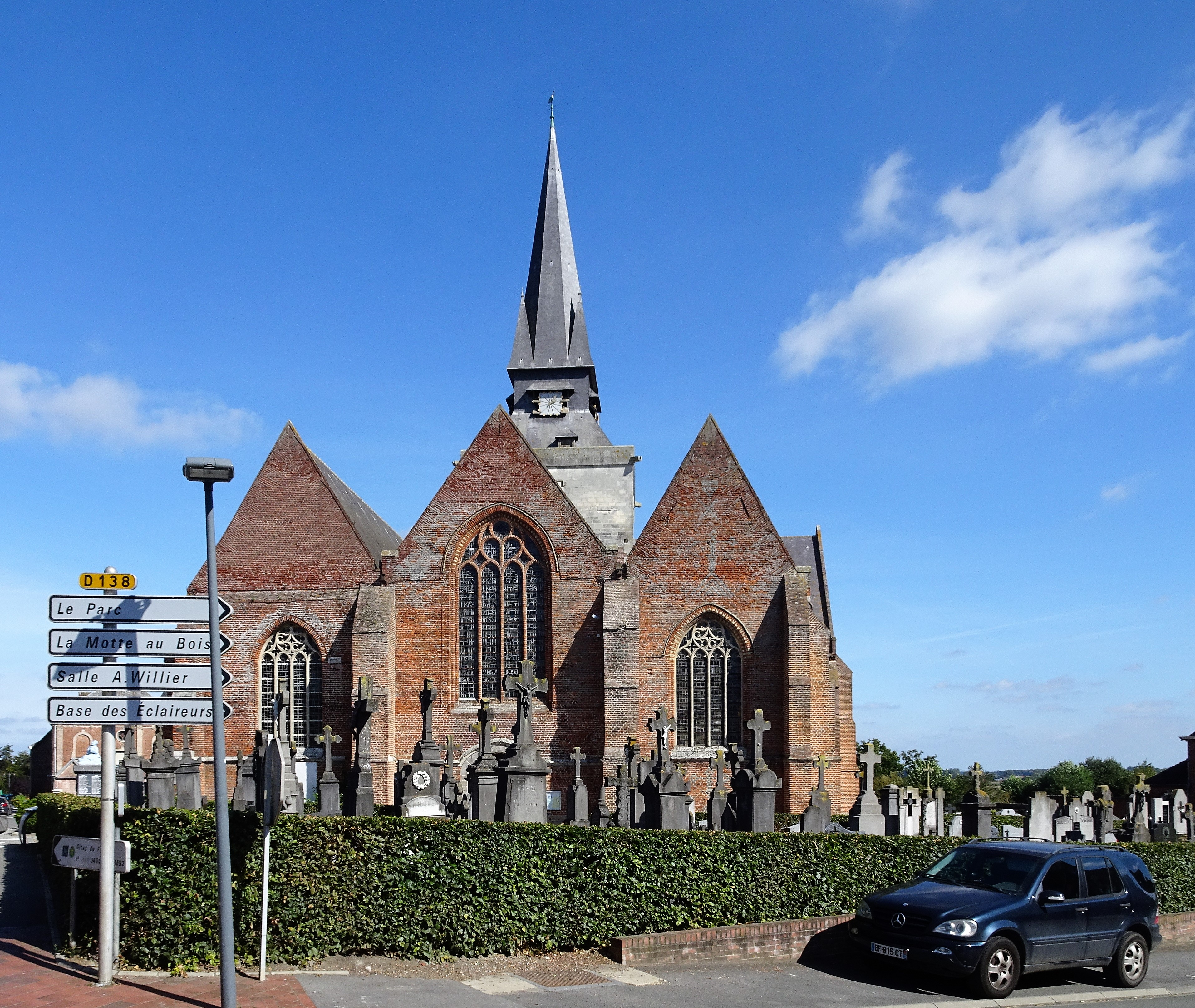
Kirche Saint-Firmin
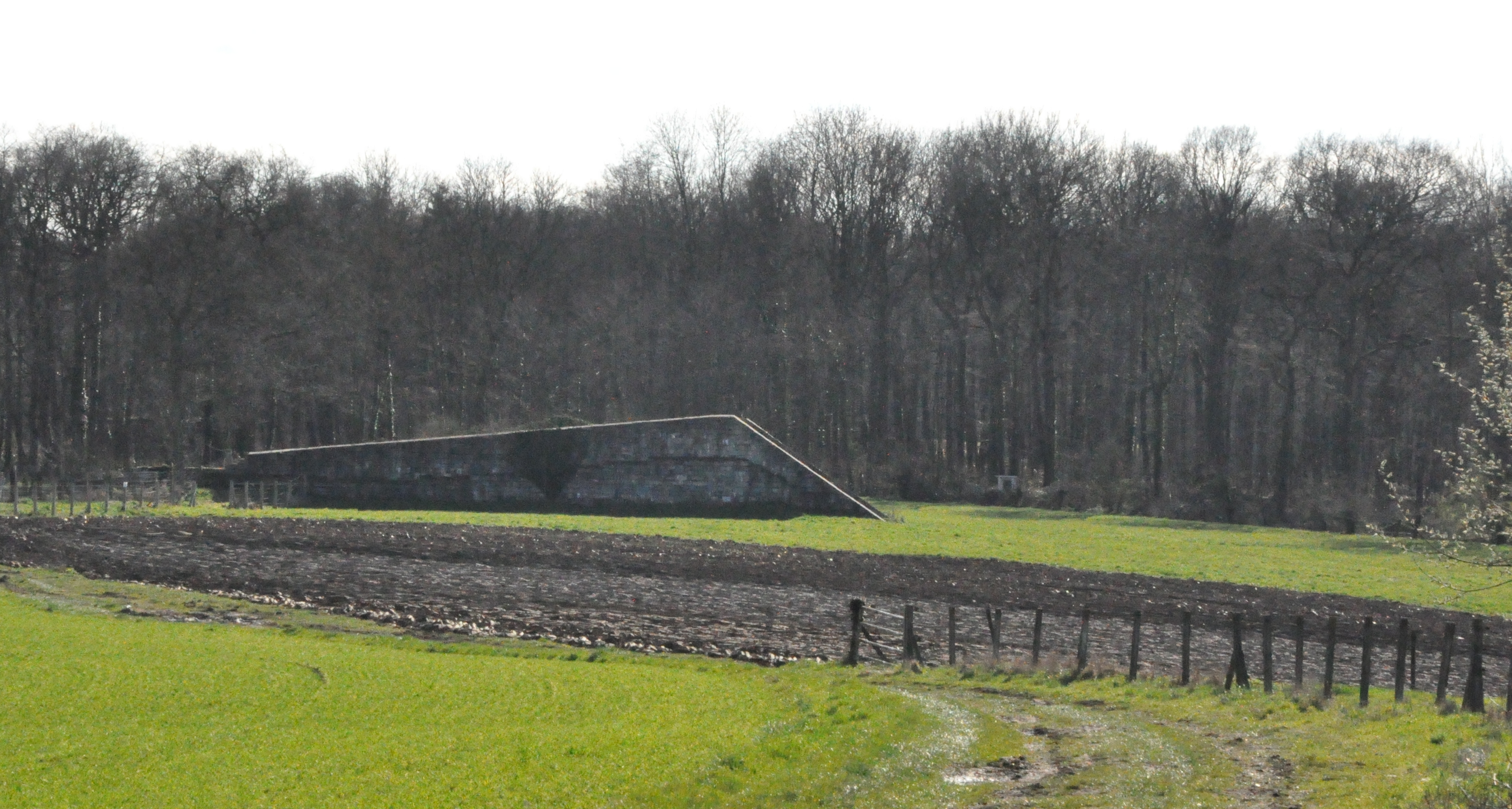
Abschussrampe der V1
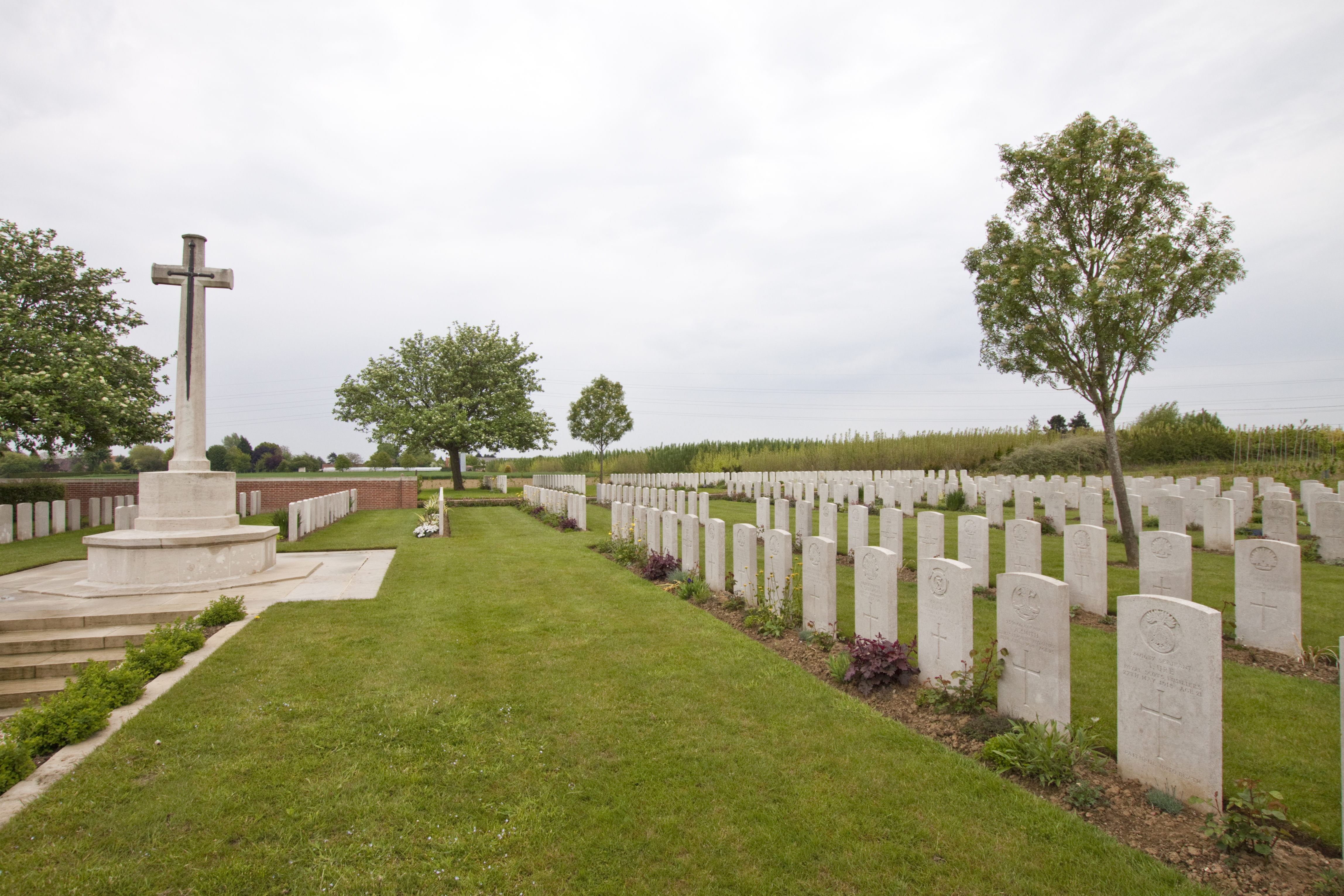
Soldatenfriedhof des Commonwealth
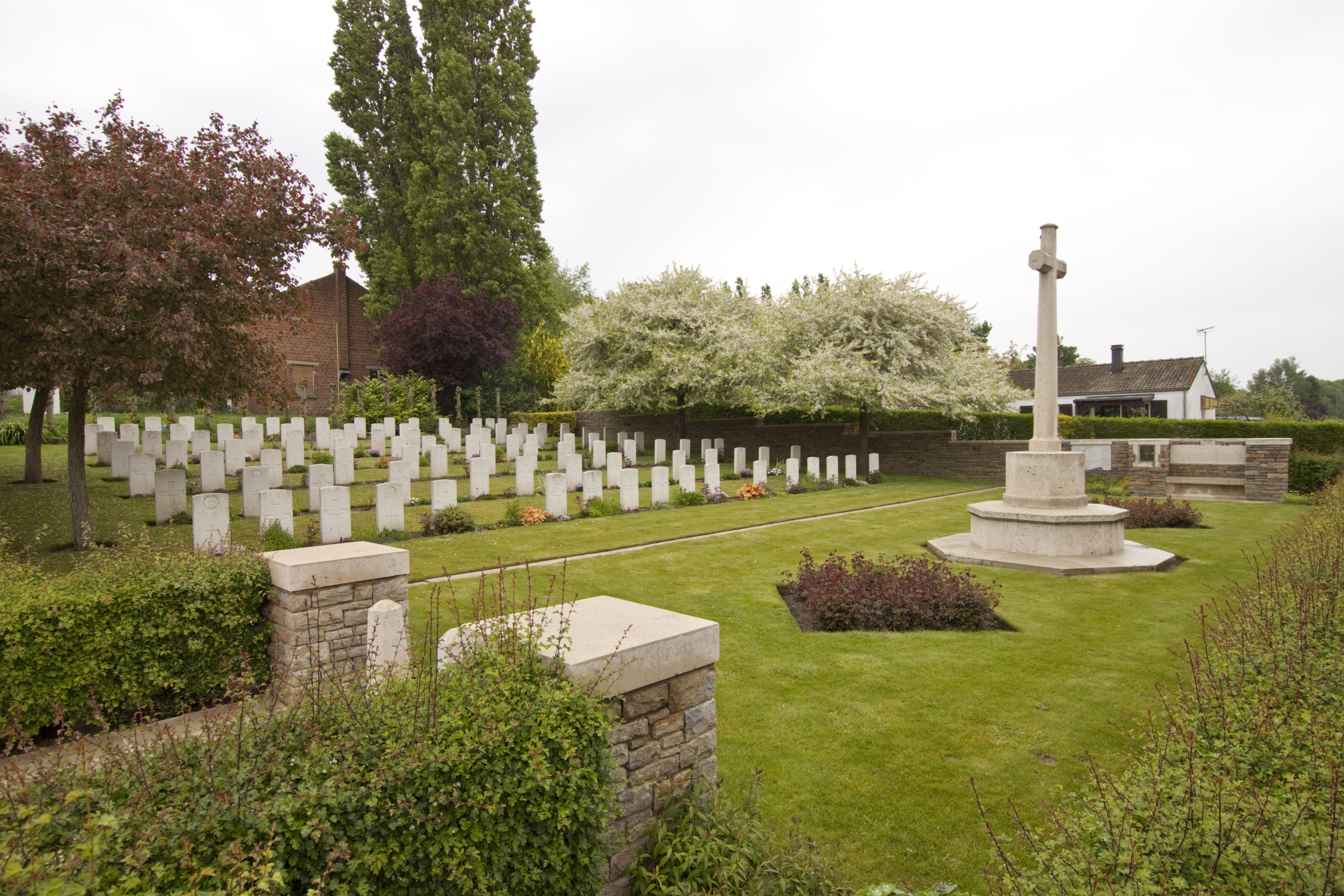
Britischer Soldatenfriedhof

## Verkehr
Die Departementsstraße D 916, die ehemalige Route nationale 16 von Sarcelles bei Paris nach Dünkirchen, durchquert das Zentrum von Morbecque von Süd nach Nord. Die Departementsstraße D 943B, ein Seitenast der ehemaligen Route nationale 43, führt von Morbecque in südwestlicher Richtung nach Aire-sur-la-Lys, die D 138 in nordwestlicher Richtung nach Wallon-Cappel. Lokale Landstraßen komplettieren die Verbindungen des Zentrums mit den Weilern der Gemeinde und den Nachbargemeinden. Busse einer Linie der Transportgesellschaft Arc-en-Ciel des Départements Nord verbinden Morbecque mit Hazebrouck und mit Aire-sur-la-Lys.
Die Bahnstrecke Arras–Dunkerque durchquert das Gebiet der Gemeinde von Südwest nach Nordost. Kurz hinter der Gemeindegrenze in Steenbecque gibt es einen Haltepunkt, der von Zügen einer Linie der TER Hauts-de-France bedient wird, die zwischen Hazebrouck und Arras verkehren.